# Moisselles
Moisselles est une commune du Val-d'Oise située dans le pays de France, à environ 20 km au nord de Paris.
Ses habitants sont les Moissellois(es).

## Géographie

### Description
Moisselles est un village-rue périurbain de la plaine de France situé sur les rives du Petit Rosne et sur la route Paris-Beauvais-Belgique. Il se trouve à 21 km au nord de Paris, à 17 km à l'est de Pontoise et  à 46 km au sud-est de Beauvais
Il est contourné par l'ouest depuis 1959 par la route nationale 1, qui a un aménagement de voie express, et est aisément accessible depuis la Francilienne.
Moisselles est desservi par la gare de Bouffémont - Moisselles, située sur la commune de Bouffémont, et desservie par la ligne H du Transilien, branches Paris-Nord — Persan-Beaumont / Luzarches. La gare est desservie à raison d'un train omnibus au 1/4 d'heure en heures creuses et à la même fréquence en heures de pointe, les trains étant en revanche directs de Paris à Sarcelles - Saint-Brice. La desserte se réduit à un train omnibus à la 1/2 heure en soirée (après 20h30). Il faut de 23 à 28 minutes de trajet à partir de la gare du Nord. Moisselles est également desservi par la ligne de bus 296 du réseau de bus RATP ainsi que par la ligne 1520 du réseau de bus de la Vallée de Montmorency.
L'Aérodrome d'Enghien Moisselles se trouve en partie sur la commune.

### Communes limitrophes
La commune est limitrophe de Domont, Bouffémont, Baillet-en-France, Attainville et Ézanville.
| Baillet-en-France |            | Attainville |
| Bouffémont        | Moisselles |             |
| Domont            | Ézanville  |             |

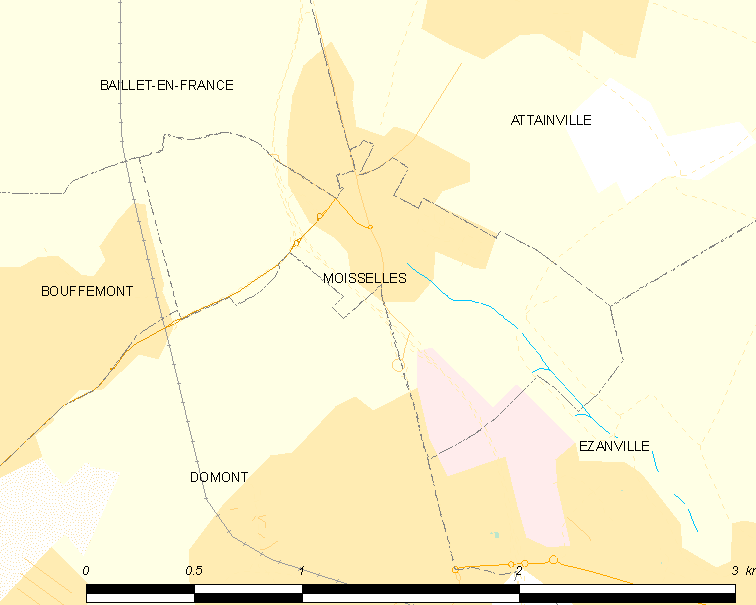
Carte de la commune.
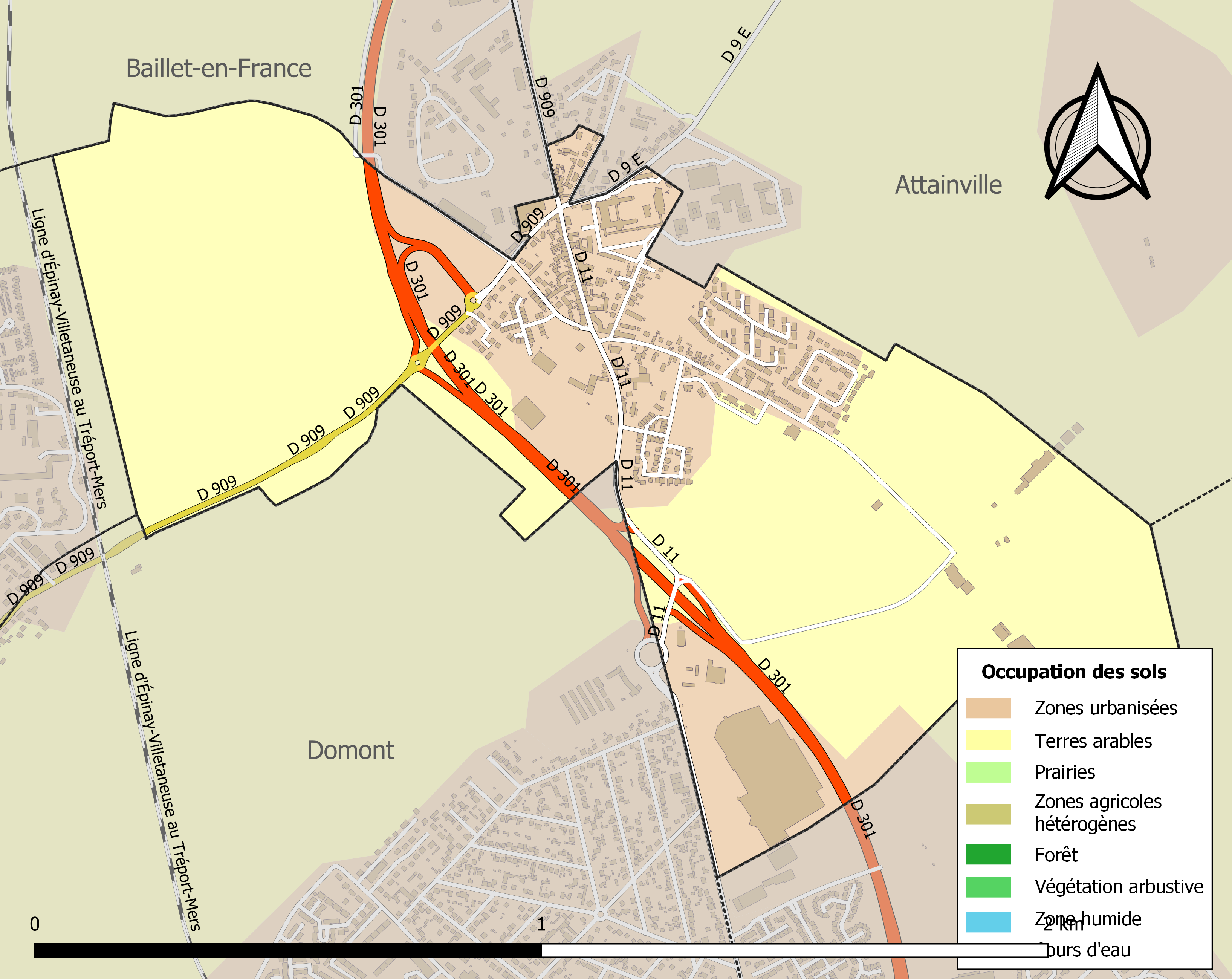
Occupation des sols

### Hydrographie
Le village est traversé par la rivière Le Petit Rosne, qui est le principal affluent du Croult qu'il rejoint à Garges-lès-Gonesse et constitue donc un sous-affluent du fleuve la Seine..
Les ruisseaux des Quarante Sous et des Longs Prés confluent dans le Petit Rosne à son entrée dans le territoire communal.
Le cours d'eau a notamment été responsable de trois grandes inondations historiques dans la commune mais également à Ézanville, Écouen et Sarcelles : le 4 juillet 1926, le 19 juillet 1972 (mort d'un automobiliste) et le 31 mai et 1er juin 1992.
À la suite de la grande inondation de 1972 , la municipalité de Moisselles a bataillé et a obtenu du SIAH , la construction de deux bassins de retenue en amont (Orme du Ramonneur) et en aval (Bassin des Bourguignons).
Entre le 31 mai et le 1er juin 1992, de très violents orages s'abattent sur le Val-d'Oise , et malgré les 2 bassins construits à la suite des précédentes inondations de 1972 , il a été démontré que ces deux bassins ne suffisaient pas pour retenir l’excédent d’eau d’une pluie « dite centennale ».
Entre 1995 et 2001 et à la suite des conséquences des inondations de 1992, le SIAH lance de nouveaux travaux sur la commune de Moisselles ainsi qu'Ezanville  pour l'aménagement du bassin des Bourguignons 2 situé juste en amont du bassin des Bourguignons 1 et l'aménagement du cours d'eau sur les communes de Moisselles et d'Ézanville il a pour but de protéger des inondations les villes et territoires en aval de la rivière et également pour protéger Moisselles, ces aménagements ont permis d'éviter le pire lors de l'épisode de pluies intenses et d'inondations en mai et juin 2016.

### Climat
Pour des articles plus généraux, voir Climat de l'Île-de-France et Climat du Val-d'Oise.
En 2010, le climat de la commune est de type climat océanique dégradé des plaines du Centre et du Nord, selon une étude du CNRS s'appuyant sur une série de données couvrant la période 1971-2000. En 2020, Météo-France publie une typologie des climats de la France métropolitaine dans laquelle la commune est dans une zone de transition entre le climat océanique et le climat océanique altéré et est dans la région climatique  Sud-ouest du bassin Parisien, caractérisée par une faible pluviométrie, notamment au printemps (120 à 150 mm) et un hiver froid (3,5 °C).
Pour la période 1971-2000, la température annuelle moyenne est de 11,2 °C, avec une amplitude thermique annuelle de 14,9 °C. Le cumul annuel moyen de précipitations est de 682 mm, avec 11,4 jours de précipitations en janvier et 8 jours en juillet. Pour la période 1991-2020, la température moyenne annuelle observée sur la station météorologique la plus proche, située sur la commune de Bonneuil-en-France à 12 km à vol d'oiseau, est de 12,1 °C et le cumul annuel moyen de précipitations est de 616,3 mm,. Pour l'avenir, les paramètres climatiques de la commune estimés pour 2050 selon différents scénarios d'émission de gaz à effet de serre sont consultables sur un site dédié publié par Météo-France en novembre 2022.

## Urbanisme

### Typologie
Au 1er janvier 2024, Moisselles est catégorisée ceinture urbaine, selon la nouvelle grille communale de densité à sept niveaux définie par l'Insee en 2022.
Elle est située hors unité urbaine. Par ailleurs la commune fait partie de l'aire d'attraction de Paris, dont elle est une commune de la couronne,. Cette aire regroupe 1 929 communes,.

## Toponymie
Le nom de la localité est attesté en Muscellam, Muscilla en 832 devenu plus tard Moisellæ, Moisseles, Moiscelles[réf. nécessaire].

## Histoire
Le village vit essentiellement depuis ses origines de la culture céréalière. Sa superficie est très réduite, et aucun seigneur n'y résida jamais.
Au XVIIIe siècle, la construction de la route royale, devenue route nationale 1, suscite l'implantation d'un relais de poste, qui compte jusqu'à 110 chevaux. Le village, outre l'agriculture, vit de la route avec ses cafés et ses hôtels, jusqu'à l'ouverture de la  ligne Épinay - Le Tréport et l'inauguration de la gare en 1877.
En 1933 est fondé par l'aéro-club des Ailerons d'Enghien-Moisselles (fondé en 1931) à initiative de la ville d'Enghien-les-Bains qui souhaiter conforter son standing de ville d'eau titulaire d'un casino, l'aérodrome d'Enghien Moisselles sur le terrain d'un agriculteur, ancien pilote de la Première Guerre mondiale,.
Dans les années 1970, deux lotissements sont construits puis de petits immeubles qui provoquent une augmentation de la population. L'hôpital, la zone industrielle édifiée le long de la route nationale, et un grand centre commercial (Leclerc) constituent l'essentiel de l'activité économique de la commune.
Le Tour de France 2016 y est passé.
Le "colosse de Moisselles" un grand Platane bi-centennaire ultra-massif et  mesurant plus de 40m de haut à été abattu à la demande de la mairie en Juillet 2024.

## Politique et administration

### Rattachements administratifs et électoraux
Antérieurement à la loi du 10 juillet 1964, la commune faisait partie du département de Seine-et-Oise. La réorganisation de la région parisienne en 1964 fit que la commune appartient désormais au département du  Val-d'Oise et à son arrondissement de Sarcelles, après un transfert administratif effectif au 1er janvier 1968.
Elle faisait partie de 1793 à 1964 du canton d'Écouen, année où elle intègre le canton de Sarcelles-Centre du département de Seine-et-Oise. Lors de la mise en place du Val-d'Oise, elle est rattachée en 1967 au nouveau canton d'Écouen puis, en 1985, au canton de Domont. Dans le cadre du redécoupage cantonal de 2014 en France, ce canton, dont la commune est toujours membre, est modifié, passant de 4 à 11 communes.
Moiselles fait partie de la juridiction d’instance de Gonesse (depuis la suppression du tribunal d'instance d'Écouen en février 2008), et de grande instance ainsi que de commerce de Pontoise,.

### Intercommunalité
La commune était membre de la petite communauté de communes de l'Ouest de la Plaine de France.
Dans le cadre de la mise en œuvre de la loi MAPAM du 27 janvier 2014, qui prévoit la généralisation de l'intercommunalité à l'ensemble des communes et la création d'intercommunalités de taille importante, cette intercommunalité fusionne avec sa voisine afin de former, le 1er janvier 2016, la communauté d'agglomération Plaine Vallée dont la commune est donc désormais membre.
En 2018, Moisselles, estimant que son caractère de village rural n'est pas convenablement pris en compte par une collectivité regroupant des communes importantes comme  Deuil-la-Barre ou Saint-Gratien, demande, par deux votes à l'unanimité du conseil municipal, à quitter Plaine-Vallée afin de rejoindre la communauté de communes Carnelle Pays de France. Ce départ aurait de lourdes conséquences fiscales pour Plaine-Vallée, qui bénéficie de la fiscalité professionnelle sur le centre commercial Leclerc de cette ville, soit 1,5 million d'euros. Ce départ est refusé par le conseil communautaire lors de sa séance du 26 septembre 2018, après que le président de l'intercommunalité a souligné les conséquences de cette scission : une chute du nombre d’habitants de l’agglomération, un danger pour la poursuite de l’opération d’aménagement de la zone d’activité du Val d’Ezanville, et « la perte de fiscalité et les incidences patrimoniales et financières ».

### Liste des maires
| Période                                  | Période                      | Identité                 | Étiquette   | Qualité                                                                           |
| ---------------------------------------- | ---------------------------- | ------------------------ | ----------- | --------------------------------------------------------------------------------- |
| Les données manquantes sont à compléter. |                              |                          |             |                                                                                   |
| 1906                                     | 1912                         | Edouard Vare             |             |                                                                                   |
| 1925                                     |                              | M. Vigineix              |             |                                                                                   |
| 1933                                     |                              | Edmond Mignot            |             |                                                                                   |
| 1944                                     | 1947                         | Charles Garnier          | PCF         |                                                                                   |
| 1947                                     | 1971                         | René Roudeau             |             |                                                                                   |
| 1971                                     | 1977                         | Jean Van Haetsdaele      |             |                                                                                   |
| Les données manquantes sont à compléter. |                              |                          |             |                                                                                   |
| 1977                                     | 1983                         | René Rossignol           |             |                                                                                   |
| 1993                                     | 1995                         | Dominique Van Haetsdaele |             |                                                                                   |
| 1995                                     | mars 2008                    | Annie Schmitt            | ex UMP      |                                                                                   |
| mars 2008                                | En cours (au 8 juillet 2021) | Véronique Ribout         | UMP puis SE | Vice-présidente de la CA Plaine Vallée (2016 → ) Réélue pour le mandat 2020-2026, |

### Équipements et services publics
La commune dispose de l'hôpital psychiatrique Roger-Prévot, dont la fermeture est programmée en 2024, malgré l'opposition d'une partie des personnels et praticiens concernés, afin, selon la direction, de « rapprocher les lieux d’hospitalisation des lieux de vie des usagers en santé mentale ».

## Population et société

### Démographie
L'évolution du nombre d'habitants est connue à travers les recensements de la population effectués dans la commune depuis 1793. Pour les communes de moins de 10 000 habitants, une enquête de recensement portant sur toute la population est réalisée tous les cinq ans, les populations de référence des années intermédiaires étant quant à elles estimées par interpolation ou extrapolation. Pour la commune, le premier recensement exhaustif entrant dans le cadre du nouveau dispositif a été réalisé en 2008.

En 2022, la commune comptait 1 259 habitants, en évolution de −9,1 % par rapport à 2016 (Val-d'Oise : +4 %, France hors Mayotte : +2,11 %).
| 1793 | 1800 | 1806 | 1821 | 1831 | 1836 | 1841 | 1846 | 1851 |
| ---- | ---- | ---- | ---- | ---- | ---- | ---- | ---- | ---- |
| 345  | 337  | 332  | 330  | 311  | 332  | 334  | 300  | 235  |

| 1856 | 1861 | 1866 | 1872 | 1876 | 1881 | 1886 | 1891 | 1896 |
| ---- | ---- | ---- | ---- | ---- | ---- | ---- | ---- | ---- |
| 232  | 263  | 258  | 365  | 352  | 468  | 484  | 234  | 376  |

| 1901 | 1906 | 1911 | 1921 | 1926 | 1931 | 1936 | 1946 | 1954 |
| ---- | ---- | ---- | ---- | ---- | ---- | ---- | ---- | ---- |
| 301  | 676  | 689  | 766  | 816  | 845  | 807  | 727  | 828  |

| 1962 | 1968 | 1975 | 1982 | 1990 | 1999 | 2006  | 2008  | 2013  |
| ---- | ---- | ---- | ---- | ---- | ---- | ----- | ----- | ----- |
| 976  | 980  | 974  | 910  | 816  | 962  | 1 096 | 1 133 | 1 259 |

| 2018  | 2022  | - | - | - | - | - | - | - |
| ----- | ----- | - | - | - | - | - | - | - |
| 1 308 | 1 259 | - | - | - | - | - | - | - |

### Économie
Moisselles participe à partir de 2022 à l'expérimentation « Territoires zéro chômeur de longue durée ».

### Manifestations culturelles et festivités
- La fête aérienne de l'aéroclub Les Ailerons de l'aérodrome d'Enghien-Moisselles, dont la 6e édition a eu lieu les 14 et 15 septembre 2019
- La fete du village le deuxième week-end de chaque mois de septembre chaque année , avec un très grand feu artifice tiré depuis le stade le samedi soir[40].

## Culture locale et patrimoine

### Lieux et monuments

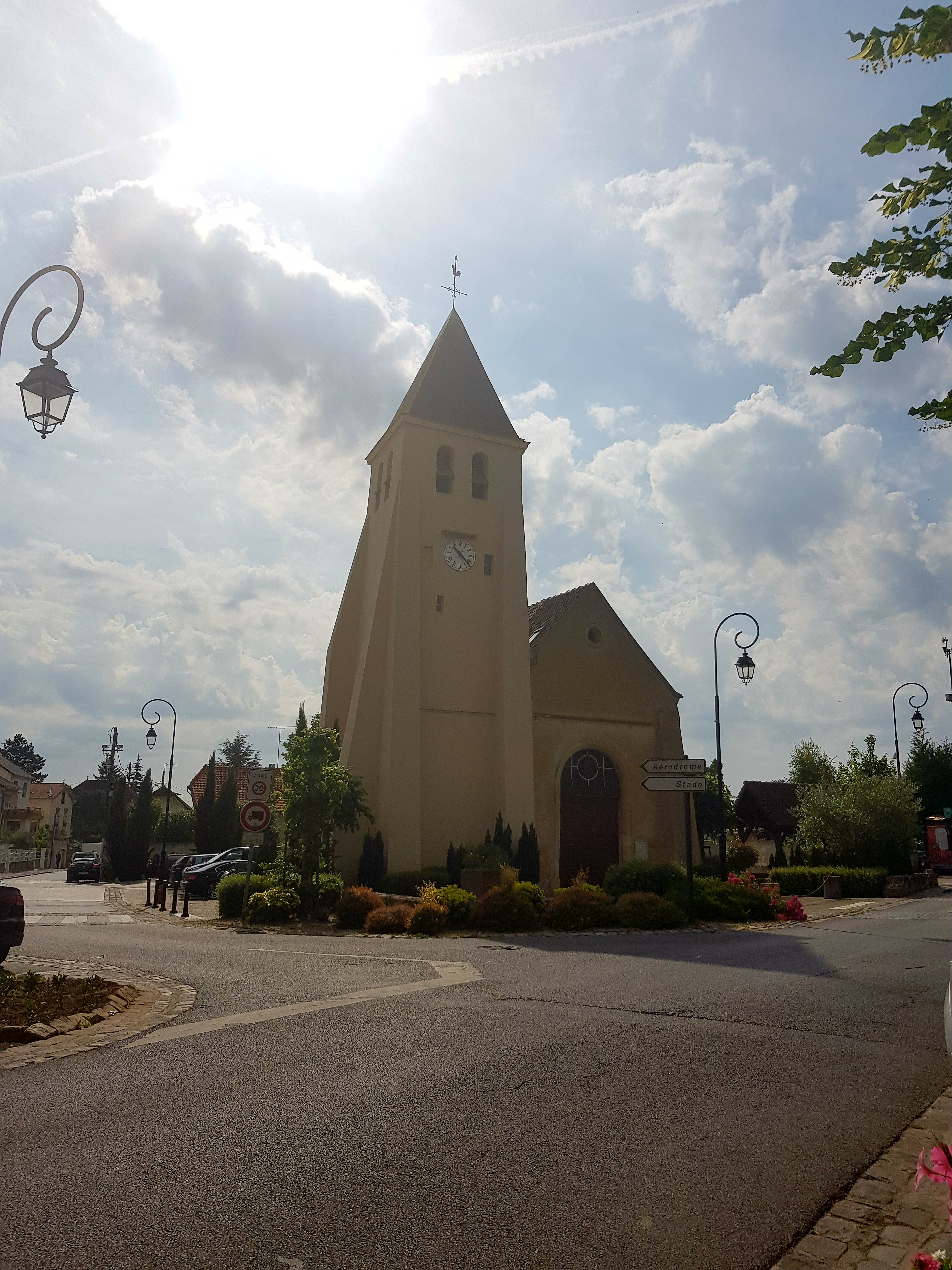
L'église Saint-Maclou.

- Église Saint-Maclou du XVIe siècle, rue de Paris / rue du Moutier : La façade nue de cette église rustique et ses murs extérieurs dépourvus de toute ornementation n'indiquent pas qu'il s'agit à la base d'un édifice de style Renaissance de 1645. L'unique objet classé est la cloche qui est appelée Marie-Jeanne de 1729[41].Elle a fait l’objet d’une très importante campagne de travaux et de restauration de 1998 a 2007. Construite sur un terrain meuble et au dessus de la rivière Petit-Rosne elle est exposée aux eaux souterraines et aux infiltrations d’eau, le clocher penche depuis sa construction.

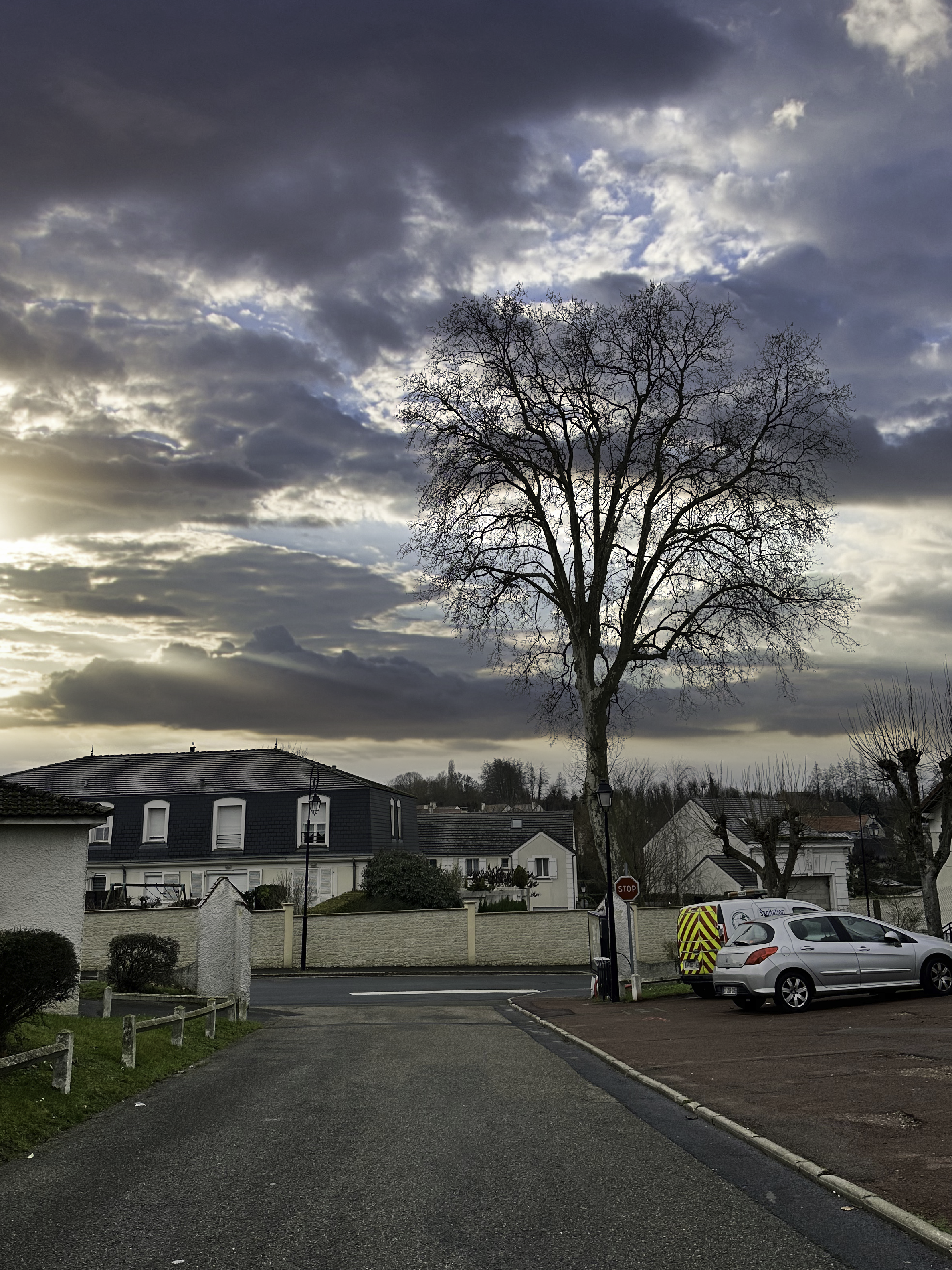
Le grand platane de Moisselles en Janvier 2023 (abattu en Juillet 2024)

- Le grand platane de Moisselles en Janvier 2023 (abattu en Juillet 2024)Maison d'Hector Malot, rue du Moutier : La maison de la première moitié du XIXe siècle où vécut l'écrivain s'abrite derrière un beau portail de style néoclassique, avec de beaux vantaux en bois sculpté, et une clé de voûte orné d'un bas-relief représentant une figure féminine, de nos jours il ne subsiste plus rien de cette propriété car elle a été détruite pour la création du Clos du Marronnier, le grand platane à été abattu le 12 Juillet 2024.
- Croix de Saint-Lubin : Elle a été édifiée en 1847 sur l'emplacement de l'ancienne chapelle Saint-Lubin en face de la salle des fêtes.
- Centre hospitalier Roger-Prévot : Depuis 2000, cet hôpital psychiatrique porte le nom de l'un de ses administrateurs et ancien maire de Villeneuve-la-Garenne. L'histoire de l'hôpital remonte à 1873, avec une interruption durant la Première Guerre mondiale, quand il sert hôpital militaire. L'hôpital fut au départ géré par le département de la Seine et s'agrandit rapidement. Le noyau ancien des bâtiments de l'hôpital provient d'un relais de poste, fermé en 1871 et utilisée ensuite comme colonie pénitentiaire pour garçons pendant deux ans.
- Aérodrome d'Enghien Moisselles, utilisé pour la pratique de l'aviation légère, de l'ULM et de l'aéromodélisme. L’aérodrome est construit par l’architecte Georges Chereau de Deuil-la-Barre et se compose de plusieurs bâtiments dont deux hangars, l’un pour les planeurs et l’autre pour les avions avec des charpentes métalliques de grande portée, couverts de tôle ondulée, d’un garage et d’un house-club de style années 1930, en meulière, brique et béton, qui possède une terrasse formant une avancée en arrondi[19].
- La commune est traversée par un sentier de randonnée PR.

### Personnalités liées à la commune
- Hector Malot (1830-1907), écrivain, auteur de Sans famille, a résidé une partie de sa vie à Moisselles.
- La famille Sainte-Beuve y possédait autrefois une propriété, qui  a été cédée pour y construire l'hôpital actuel.

### Moisselles dans les arts et la culture
Lors de sa tournée 1977 Johnny Hallyday donna un concert devant quelque 5 000 spectateurs sous un chapiteau sur le terrain vague qui deviendra plus tard l'actuelle salle polyvalente du village le 26 mai 1977.
Des scènes des films suivonts ont été tournés à Moisselles : 
- 1953 : Horizons sans fin de Jean Dréville
- 1967 : Les Aventuriers de Robert Enrico
- 1977 : L'Animal de Claude Zidi
- 2002 : Une Ferrari pour deux téléfilm de Charlotte Brandström
- 2016 : Capitaine Marleau de Josée Dayan (tourné a l'aérodrome pour l'épisode "à ciel ouvert")

## Héraldique
| Blason de Moisselles | Blason  | Écartelé d'azur et de gueules, au premier à une fleur de lys d'or, au deuxième à un épi de blé en pal aussi d'or, au troisième à une calèche tirée par deux chevaux d'argent, au quatrième à un avion ancien d'argent ; une croix de Malte aussi d'argent brochant sur le tout. |
| Blason de Moisselles | Détails | Le statut officiel du blason reste à déterminer. |